# Осада Тортосы (808—809)
Осада Тортосы (исп. Sitio de Tortosa) — военная кампания короля Аквитании Людовика Благочестивого в 808—809 годах. Это было частью десятилетия интенсивной деятельности Людовика против Кордовского эмирата в районе нижнего Эбро. Хронология его походов, которая должна быть выработана как по латинским, так и по арабским источникам, подлежит разным толкованиям.
Осада была начата в 808 году Ингобером, Людовик прибыл в следующем году с большей армией и осадными орудиями. Самое раннее упоминание требушетов в Западной Европе связано с этой осадой. Людовику не удалось захватить Тортосу или заставить её сдаться, но он, возможно, получил формальное подчинение, прежде чем удалиться в свое королевство. Арабские источники представляют его побежденным спасательной силой, в то время как по крайней мере один латинский источник предполагает, что стены действительно были проломлены.

## Предыстория и первая осада
Осада Тортосы была частью десятилетия интенсивной деятельности Людовика против Омейядов в регионе Каталонии. После захвата Людовиком Барселоны в 801 году южной границей владений Каролингов была река Льобрегат, а северной границей Омейядов была река Эбро. Земля между ними превратилась в жестокую и обезлюдевшую приграничную зону. Тортоса была самым важным укреплением Омейядов на этой границе и фактически самым дальним форпостом Омейядов в Каталонии.
Хронология кампаний Людовика запутана и привела к различным реконструкциям. Vita Hludovici, латинская биография Людовика, описывает три кампании против Тортосы. Мусульманские арабские летописцы Ибн Идхари и аль-Маккари отмечают два нападения Каролингов на Тортосу в период 192—193 хиджры (807—809). Кампании также упоминаются в "Аль-Ибар " Ибн Халдуна и "Аль-Мугриб " Ибн Саида.
Людовик впервые осадил Тортосу где-то между 802 и 807 годами. Это нападение не упоминается в мусульманских источниках. Во время кампании Людовик отправил отряд под командованием Адемара, Изембарда, Беры и Боррелла, чтобы совершить набег на Эбро и Синку. В течение двадцати дней они разграбили виллу Рубеа, опустошили сельскую местность и разгромили мусульманскую армию, прежде чем воссоединиться с основной армией, после чего Людовик снял осаду и вернулся в Аквитанию. Похоже, он не вкладывал в город серьёзно. Нет никаких записей об использовании осадных машин. Таррагона была атакована и, возможно, даже взята в ходе этой кампании.

## Кампания 808—809 годов
Вторая атака была предпринята против Тортосы в 808 году. Людовик не руководил ею лично. Император Карл послал своих вассу и супругу Ингоберта, чтобы начать осаду, в то время как Адемар и Бера снова предприняли набеги через Эбро. Присутствие рейдеров было обнаружено по конскому навозу, плавающему вниз по Эбро от их позиции вверх по реке. Тем не менее им удалось разграбить лагерь Омейядов и разбить армию, посланную Абдуном, вали (губернатором) Тортосы, прежде чем вернуться домой со значительной добычей. Ингобер, однако, продолжал осаду зимой.
Людовик возглавил третью кампанию против Тортосы в 809 году. Он привел аквитанское подкрепление и снаряжение для продолжающейся осады Ингоберта. Дальнейшее подкрепление под командованием Гериберта было отправлено Карлом из самой Франции. Также присутствовали Изембар и граф Лютар из Фезенсака. Liutard, возможно, привел с ним контингент басков. Основные рассказы об осадных операциях и их исходе в Vita Hludovici и Annales regni Francorum точно не совпадают:
По прибытии [в Тортосу Людовик] разгромил и истощил город таранами, мангонелами, крытыми навесами и другими мучениями, так что его граждане потеряли надежду, и видя, что Марс повернулся против них и что они были избиты, они передали ключи от города, которые Людовик по возвращении с большим удовлетворением отправил отцу. Эти события, проведенные таким образом, вызвали большое беспокойство у сарацин и мавров, поскольку они опасались, что подобная участь может быть уготована каждому городу. Итак, через сорок дней после того, как он начал осаду, король вернулся из города домой и вернулся в свое королевство.
—  Vita Hludovici, § 16
В западных же краях господин король Людовик, вступив с войском в Испанию, осадил Тортосу, город, расположенный на берегу реки Эбро. И, проведя некоторое время в его штурме, увидев, что не сможет его так быстро захватить, оставил осаду, [и] с невредимым войском вернулся в Аквитанию.
—  Анналы королевства франков, 809 год
«Крытые навесы» в описании Витой осадных работ Людовика относятся к мобильным укрытиям, используемым для защиты солдат от снарядов. Упоминание мангонелей является первым в Западной Европе. Рассматриваемая камнеметная машина, давно известная в Византийской империи, называлась тяговым требушетом. Осада Людовика, его личное присутствие перед Тортосой, длилась сорок дней. Хотя некоторые историки читают Виту, в которой говорится, что Людовику удалось пробить стены, большинство согласны с тем, что он просто принял формальный акт подчинения и ушел в отставку.
Некоторые более поздние мусульманские источники сообщают о другом исходе. Говорят, что сын и наследник халифа, будущий Абд ар-Рахман II, вместе с командующим Верхним маршем Амрусом ибн Юсуфом возглавил отряд помощи, спасший город. Согласно Ибн Хайяну, «многобожники [были] разгромлены, а многие франки уничтожены». Аль-Маккари также сообщает о поражении франков.

## Последствие
После того, как не удалось взять Тортосу силой, в 810 году произошло нападение на Уэску. Оба потерпели неудачу. Осада последнего была предпринята Герибертом от имени Карла, но, похоже, у него не было достаточно войск. После неудачи при Уэске в 811 году с Омейядами был заключен договор. Граница к северу от Эбро стала стабильной на несколько столетий.